# Carl T. Evans
Carl Tye Evans (* 5. Januar 1968 in New York, NY) ist ein US-amerikanischer Schauspieler.

## Leben
Sein Schauspieldebüt gab Evans 1987 in der US-Soap "Springfield Story". Dort spielte er bis 1990 die Rolle des Alan-Michael Spaulding. Später trat der Schauspieler in zahlreichen TV-Produktionen und auch in einigen Filmen auf.
Für den Film "Walking on the Sky", für den Carl T. Evans auch das Drehbuch geschrieben hat und Regie führte, gewann er 2004 auf dem Las Vegas Festival den "Grand Jury Prize".

## Filmografie (Auswahl)
- Springfield Story (1987–1990)
- Matlock (1991)
- Melrose Place (1997)
- Pacific Blue – Die Strandpolizei (1998)
- Sex and the City (2000)
- The Street - Wer bietet mehr? (2000)
- Ein Schuss unter Freunden (2001)
- As the World Turns (2001–2002)
- Third Watch – Einsatz am Limit  (2002)
- Walking on the Sky (2004)
- Frame of Mind (2008)